# 合成橡胶

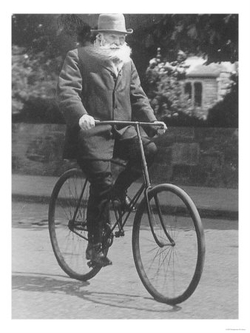
騎自行車的约翰·登禄普，約1915年

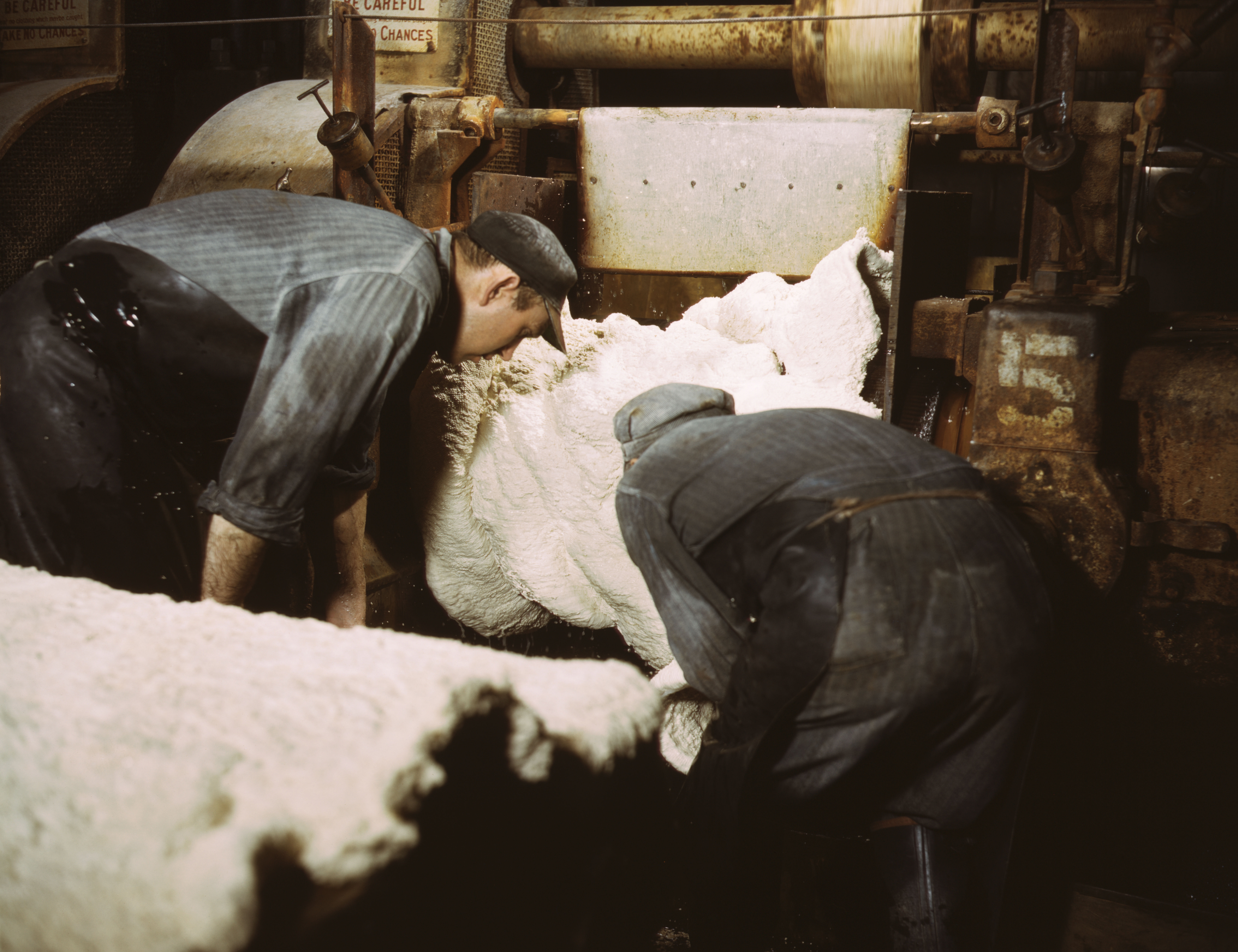
1941年合成橡胶廠

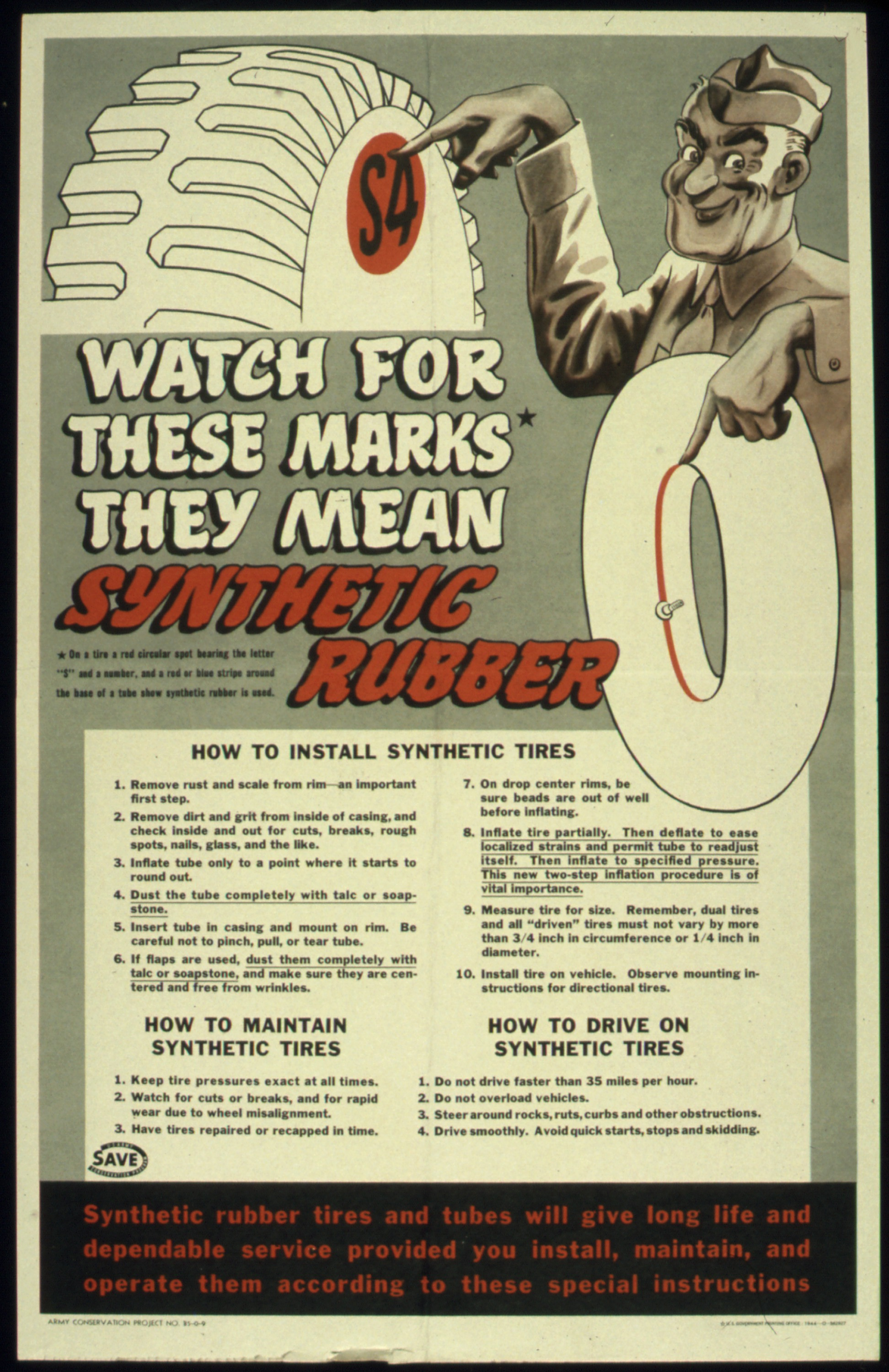
關於合成橡膠輪胎的二戰海報

合成橡膠（synthetic rubber）指任何人工制成的，用于弹性体的高分子材料。合成橡膠是人工合成的高彈性聚合物，以煤、石油、天然氣為主要原料，所以價格也與三種主要原料的價格息息相關。品種很多，並可按需求之不同合成各種具有特殊性能的橡膠，因此目前世界上的合成橡膠總產量已遠遠超過天然橡膠。

## 種類
合成橡膠主要有順丁橡膠、丁苯橡膠、氯丁橡膠、丁腈橡膠、异戊橡胶等几十个品种。按橡膠製品形成過程可分為熱塑性橡膠和硫化性橡膠；按成品狀態可分為液體橡膠、固體橡膠、粉末橡膠及膠乳。

### 分组
ISO1629将干胶和胶乳两种形态的橡胶以聚合物链的化学组成为基础进行了分组：
- “M”组是具有聚亚甲基型饱和碳链的橡胶
  - ACM 丙烯酸乙酯（或其他丙烯酸酯）与少量能促进硫化的单体的共聚物（通称丙烯酸酯类橡胶）
  - AEM 丙烯酸乙酯（或其他丙烯酸酯）与乙烯的共聚物
  - ANM 丙烯酸乙酯（或其他丙烯酸酯）与丙烯腈的共聚物
  - CM 氯化聚乙烯，在ISO1043-1中称PE-C。
  - CSM 氯磺化聚乙烯
  - EPDM 乙烯、丙烯与二烯烃的三聚物。其中二烯烃聚合时在侧链上保留有不饱和双键。
  - EPM 乙烯-丙烯共聚物
  - EVM 乙烯-乙酸乙烯酯的共聚物，在ISO1043中缩写为E/VAC。
  - FEPM 四氟乙烯和丙烯的共聚物
  - FFKM 聚合物链中的所有取代基是氟、全氟烷或全氟烷氧基的全氟橡胶。
  - FKM 聚合物链中含有氟、全氟烷或全氟烷氧基取代基的氟橡胶
  - IM 聚异丁烯
  - NBM 完全氢化的丙烯腈-丁二烯共聚物
- “N”组是聚合物链中有碳和氮的橡胶，尚未使用。
- “O”组是聚合物链中有碳和氧的橡胶
  - CO 聚环氧氯丙烷，通称氯醚橡胶。
  - ECO 环氧乙烷和环氧氯丙烷的共聚物
  - GECO 环氧氯丙烷-环氧乙烷-烯丙基缩水甘油醚的共聚物
  - GPO 环氧丙烷和烯丙基缩水甘油醚的共聚物，也称环氧丙烷橡胶。
- “Q”组是聚合物链中有硅和氧的橡胶。聚合物链中取代基的字母在聚硅氧烷代号“Q”的左边，按其百分含量排列，即占比例大的靠近Q。
  - FMQ 聚合物链中含有甲基和氟两种取代基团的硅橡胶
  - FVMQ 聚合物链中含有甲基、乙烯基和氟取代基团的硅橡胶
  - MQ 聚合物链中只含甲基取代基团的硅橡胶，例如聚二甲基硅氧烷
  - PMQ 聚合物链中含有甲基和苯基两种取代基团的硅橡胶
  - PVMQ 聚合物链中含有甲基、乙烯基和苯基取代基团的硅橡胶
  - VMQ 聚合物链中含有甲基和乙烯基两种取代基团的硅橡胶
- “R”组是具有不饱和碳链的橡胶，例如天然橡胶和至少部分由共轭双烯烃制得的合成橡胶。位于“R”前面的字母表示制备该橡胶（天然橡胶除外）的共二烯烃。
  - BR 丁二烯橡胶
  - NBR 丙烯腈-丁二烯橡胶，通称丁腈橡胶
  - NIR 丙烯腈-异戊二烯橡胶
  - NR 天然橡胶
- “T”组是聚合物链中有碳、氧和硫的橡胶
- “U”组是聚合物链中有碳、氧和氮的橡胶
  - AFMU 四氟乙烯=三氟硝基甲烷和亚硝基全氟丁酸的三聚物
  - AU聚酯型聚氨酯
  - EU聚醚型聚氨酯
- “Z”组是聚合物链中有磷和氮的橡胶
  - FZ 在链中含有-P=N-链和接在磷原子上的氟烷基的橡胶
  - PZ 在链中含有-P=N-链和接在磷原子上的芳氧基（苯氧基和取代的苯氧基）的橡胶

## 常見合成橡膠名稱表
| ISO標準代碼 | 學名                                                                  | （英文）通稱 |
| ----------- | --------------------------------------------------------------------- | --- |
| BIIR        | 溴化丁基橡膠（Bromo Isobutylene Isoprene rubber）                     | Bromobutyl（Exxonmobil公司產品） |
| BR          | 聚丁二烯、順丁橡膠（Polybutadiene）                                   | Buna CB（Lanxess公司產品） |
| CIIR        | 氯化丁基橡膠（Chloro Isobutylene Isoprene rubber）                    | 丁基橡膠（butyl rubber）、chlorobutyl |
| CR          | 氯丁橡膠（Polychloroprene rubber）                                    | Neoprene、Chloroprene |
| CSM         | 氯磺化聚乙烯橡膠（Chlorosulphonated Polyethylene）                    | 海霸龍（杜邦公司產品Hypalon） |
| ECO         | 環氧氯丙烷（Epichlorohydrin）                                         | ECO、Epichlorohydrin、Epichlore、Epichloridrine、Herclor（Hercules公司產品）、Hydrin（百路馳公司產品）                                                                           |
| EP          | 乙烯丙烯橡膠（Ethylene Propylene）                                    | |
| EPDM        | 三元乙丙橡膠（Ethylene Propylene Diene Monomer）                      | EPDM、Nordel（陶氏化工公司產品） |
| FKM         | 氟化烴橡膠（Fluorinated Hydrocarbon rubber）                          | Viton、Kalrez（二者皆為杜邦公司產品）、DAI-EL（大金工業DAIKIN公司產品）、Dyneon（3M公司產品）、AFLAS（旭硝子公司產品）、Tecnoflon（索爾維集團公司產品）、KATON (Maxmold公司產品) |
| FVQM        | 氟矽橡膠（Fluoro Silicone rubber）                                    | FVQM |
| HNBR        | 氫化丁腈橡膠（Hydrogenated Nitrile Butadiene）                        | HNBR |
| IR          | 聚異戊二烯橡膠（Polyisoprene rubber）                                 | （人造）天然膠 |
| IIR         | 丁基異丁烯異戊二烯橡膠（Isobutylene Isoprene Butyl rubber）           | 丁基橡膠 |
| VMQ         | 甲基乙烯基矽橡膠（Methyl Vinyl Silicone rubber）                      | 矽膠 |
| NBR         | 丙烯腈丁二烯橡膠（Acrylonitrile Butadiene rubber）                    | NBR、Perbunan、Buna-N（二者皆為Lanxess公司產品） |
| PU          | 聚氨酯（Polyurethane）                                                | PU |
| SBR         | 苯乙烯丁二烯橡膠（Styrene Butadiene rubber）又称丁苯橡胶。            | SBR、Buna VSL、Buna SE、Buna S（前三者皆為Lanxess公司產品） |
| SEBS        | 苯乙烯乙烯/丁烯苯乙烯橡膠（Styrene Ethylene/Butylene Styrene rubber） | SEBS |
| SI          | 聚矽氧烷（Polysiloxane rubber）                                       | 矽利康 |
| XNBR        | 羧基單體丙烯腈丁二烯橡膠（Acrylonitrile Butadiene Carboxy Monomer）   | XNBR |

## 生产与消费
2008年，全世界合成橡胶产量1281.3万吨；中国合成橡胶产量238.3万吨，首次超过美国的231.4万吨，跃居世界第一位。2008年中国合成橡胶消费330万吨。
2012年中国累计生产合成橡胶378.6万吨，比上年增长7.1%。